# Шенбриц
Шенбриц (словен. Šenbric) — поселення в общині Веленє, Савинський регіон, Словенія. 
Висота над рівнем моря: 558,6 м.